# فنوبام
فنوبام (به انگلیسی: Fenobam)
رده درمانی: ایمیدازول ضداضطراب
این دارو مسکن و خواب‌آور بوده هرچند ظاهراً بر گیرنده‌های گلوتامات (زیر گونه mGluR5 ) مؤثر است ولی بنزودیازپین نیست.
فنوبام از شبه اوره‌های غیر حلقوی با فرمول شیمیایی C۱۱H۱۱ClN۴O۲ یک ترکیب شیمیایی با شناسه پاب‌کم ۱۶۲۸۳۴ است. که جرم مولی آن ۲۶۶٫۶۸۴ g/mol می‌باشد.